# قطعنامه ۱۱۱۱ شورای امنیت
قطعنامه  ۱۱۱۱ شورای امنیت سازمان ملل متحد که در تاریخ ۰۴ ژوئن ۱۹۹۷ تصویب شد، سندی بین‌المللی دربارهٔ بررسی وضعیت میان عراق و کویت است. این قطعنامه طی نشست ۳۷۸۶ام با ۱۵ رای موافق، ۰ مخالف و ۰ ممتنع تصویب شد.